# Plongée sous-marine au Vietnam
Au Viêt Nam, la plongée sous-marine est une activité relativement récente qui se développe proportionnellement à la croissance du tourisme depuis la réforme économique et l’ouverture du pays depuis le début des années 1990 (le Đổi mới, « nouveau (mới) changer (đổi) » ou « renouveau »).

## Présentation
On trouve au Viêt Nam une faune et flore plus diversifiées et variées que dans des sites mythiques comme ceux de la mer Rouge.
Longue de 3 260 km entre le tropique du Cancer et l'équateur, la côte du Viêt Nam et ses nombreuses îles offrent des conditions propices au développement du corail qui a besoin d'une mer propre, chaude et peu profonde.
Comprenant près de 280 espèces des quelque 800 connues dans le monde, ils procurent un habitat adapté à une faune encore plus variée.
Ces conditions particulières rendent la plongée au Viêt Nam particulièrement propice à la découverte et à la pratique de la macrophotographie sous-marine.
À cette date, il existe 5 grandes régions pour pratiquer la plongée sous-marine : 
- au centre du pays, sur les bords de la mer de Chine méridionale : la région de Hoi An (île de Cham)
- au sud du pays, sur les bords de la mer de Chine méridionale : la région de Nha Trang avec sa baie parsemée d’îles, et la baie de Van Phong avec son site mythique de l’Ile de la Baleine (Whale Island)
- plus au sud, au sud-est de la plage de Ca Na, la région de Vinh Hao (île de Lao Cau)
- au sud-est du pays, dans la mer de Chine méridionale à 200 km de la cote, l'archipel des îles de Côn Đảo qui promet d'être l'un des plus beaux sites de plongée d'Asie du Sud-Est
- à l’extrême sud-ouest du pays, en face du Cambodge dans le Golfe de Thaïlande : l’Ile de Phú Quốc

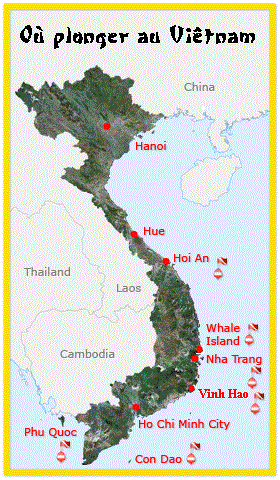
Sites de plongée sous-marine du Viêt Nam

## Conditions météorologiques
S'il existe des différences climatiques non négligeables entre le nord et le sud, le Viêt Nam tout entier connaît un climat de type tropical avec deux saisons : la saison sèche et la saison des pluies.
Dans la moitié sud du pays, qui concentre la quasi-totalité des spots, il est en théorie recommandé de plonger pendant les mois plus secs de novembre à mars.
Cependant, la variété géographique de ces 4 grandes régions et la présence de micro climats autorise la pratique de la plongée toute l'année.
- À Nha Trang, Van Phong Bay et Ca Na, on évitera cependant la période de novembre à janvier car en cette période, les vagues sont trop formées et la visibilité moyenne,
- À l'inverse, on pourra profiter de cette période "hivernale" pour plonger à Phú Quốc jusqu'en avril,
- Sur Hoi An, on profitera plus particulièrement de la période de mars à août,
- Enfin, sur Côn Đảo, la meilleure période s'étale de mai à août.

Au printemps et en automne il peut y avoir des typhons sur la côte de la Mer de Chine méridionale, mais ceux-ci restent localisés sur la moitié nord du pays dans le Golfe du Tonkin entre Da Nang et jusqu’à la frontière de la Chine.
Le sud du pays ne connait pas de phénomènes de typhon.

## Faune et flore sous-marine
Voici une liste non exhaustive de ce qu’on peut voir sous les mers du Viêt Nam :
Une grande diversité de coraux sur les récifs frangeants ainsi que différents types d'organismes vivants qui les peuplent :
- coraux durs et mous multicolores de formes diverses : tables, vases, cornes de cerf …
- corail vert (Tubastrea microntha), corail jaune (Tub. aurea),
- corail noir (Antipathes dichotoma).
- corail dur en récifs (Acropora, Sinuosa),
- crinoïdes qui hébergent des poissons fantômes,
- jardin de porites et d'acropore,
- de très gros pleurobranches, opisthobranches, spirobranches, comatules ...

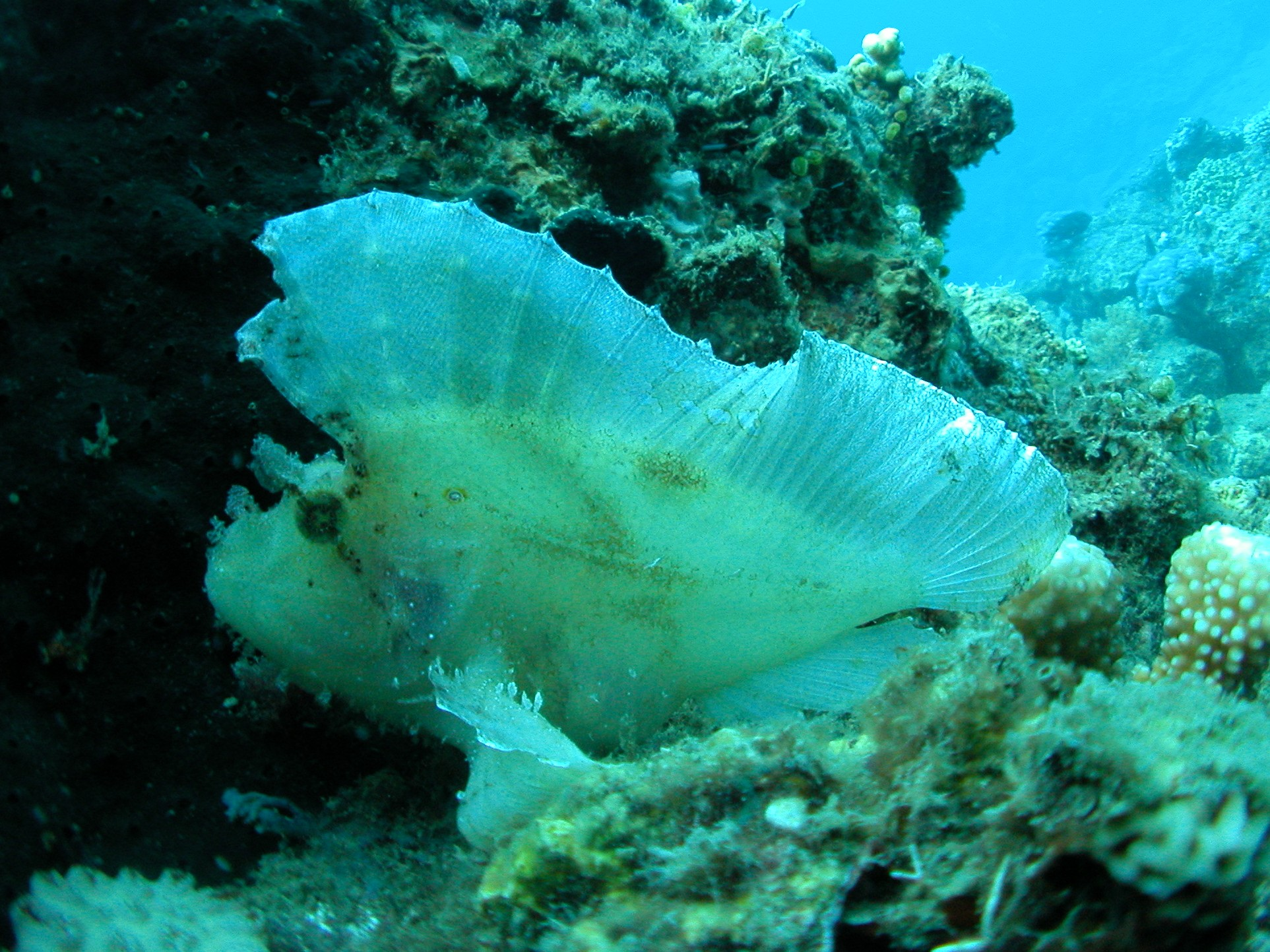
Taenianotus triacanthus près de Nha Trang, juin 2002.

Une grande diversité de poissons tropicaux　:
- mérous,
- poissons perroquets,
- poissons lions noirs et rouges,
- poissons cochers (Heniochus),
- Platax,
- Balistes (clowns et Picasso),
- poisson coffre,
- poisson clown, poisson clown panda,
- poisson papillon,
- gobies, blennies,
- poisson grenouille,
- poisson pipe, poisson pipe à bandes,
- poisson rasoir,
- poisson trompette,
- poisson scorpion et scorpion diable,
- poisson dradonet,
- poisson feuille,
- poissons anges géants (poisson-ange à anneau, poisson-ange à front jaune, poisson-ange empereur), et le spectaculaire  poisson-ange à 3 taches,
- poisson pierre,
- Murènes géantes (Gymnothorax javanicus, Gymnothorax favagineus).
- Raies Pastenagues et Manta,
- Crevettes (de Thor, Amboinensis, Antonbrunii durbanensis, Periclimenes longicarpus),
- Nudibranches : danseuses espagnoles (Hexabranchus sanguineus) ...

La tortue verte avec ses sites de ponte localisés dans l'archipel de Côn Đảo.
Mammifères marins :
- dauphin de l'Irrawaddy, menacé de disparition, qui vit près des côtes et dans les estuaires. Il peut remonter le Mékong jusqu'à 1 500 km à l'intérieur des terres. Pour voir ces dauphins, il faut aller vers Kratie, sur le territoire cambodgien. Il y a environ 50 dauphins d'eau douce qui vivent dans les eaux de Mekong selon les informations officielles
- dugong
- présence saisonnière de baleines australes, rorquals à bosse et de requins baleines en mars–avril dans la baie de Van Phong au nord de Nha Trang.